# Franz Xaver Hauser (Bildhauer, 1793)
Franz Xaver Hauser (meist nur Xaver Hauser genannt, „Hauser VIc“ nach Hermann Brommer; * 10. Oktober 1793 in Freiburg im Breisgau; † 28. Januar 1838 ebenda) war ein Vertreter der Breisgauer Bildhauersippe Hauser und signierte, wie teilweise auch sein Vater, mit X. Hauser.
Xaver Hauser war der jüngste von drei Söhnen des Bildhauers Franz Anton Xaver Hauser. Während der älteste Sohn Joseph Xaver (1778–1842) die Werkstatt fortführte, heiratete sein Bruder Johann Baptist (* 1781) in Wien. Nach anfänglichem Zögern entschied sich Xaver für den Eintritt in die Freiburger Bauzunft zum Mond, wo er 1828 zum Meister ernannt wurde.
Er konzentrierte sich größtenteils auf Werke für den Außenbereich, darunter eine Statue des Johannes Nepomuk für eine Brücke über die Dreisam (zerstört). Weiterhin schuf er Grabmale, so im Jahr 1829 jenes für den Zunftmeister Anton Schlosser auf dem Alten Friedhof in Form einer  Pyramide mit Kugel und Ouroboros. Neben seinem Bruder war er 1831 am Grabstein für den Onkel Vinzenz Hauser (1759–1831) beteiligt, welcher als Vergolder am Bertoldsbrunnen gearbeitet hatte.
Am Freiburger Münster schuf er 1828 die vier Kirchenlehrer am unteren Chorgestühl. Die übrigen Teile fertigte der Schreinermeister Joseph Glänz (1778–1841). Das Chorgestühl wurde in den 1950er Jahren zerstört, die vier Figuren sind aber in der Freiburger Münsterbauhütte erhalten geblieben.
Franz Xaver Hauser wurde 45 Jahre alt, blieb ledig und hinterließ keine Erben, sodass seine Hinterlassenschaft versteigert werden musste.